# 王筱嬋
王筱嬋（1962年—），本名王惠英，台灣女藝人。出生於台灣台南，目前旅居美國。1983年出道，拍過《梅花特攻隊》、《唐太宗李世民》等作品，王筱嬋早期演藝生涯知名度並不高，卻因為多次重大緋聞讓她知名度大增，又被台灣媒體戲稱為「話題女王」。

## 緋聞
王筱嬋曾和蔣孝嚴、香港富商等人傳過緋聞，最著名的一件為與前民進黨立委鄭余鎮的婚外情事件，2002年7月，甫當選立委的鄭余鎮拋棄元配呂珮茵，與時任「鄭余鎮國會辦公室總召集人」王筱嬋前往美國登記結婚，並稱王筱嬋是「天上掉下來的禮物」。此一婚外情事件引發台灣社會輿論的強烈反彈與負面觀感，最終導致鄭余鎮政治生命提前終結。